# Allium turkestanicum
Allium turkestanicum är en amaryllisväxtart som beskrevs av Eduard August von Regel. Allium turkestanicum ingår i släktet lökar, och familjen amaryllisväxter. Inga underarter finns listade i Catalogue of Life.